# Gutach (Schwarzwaldbahn)
Gutach (Schwarzwaldbahn) ist eine Gemeinde an der Badischen Schwarzwaldbahn am Fluss Gutach im Ortenaukreis. Den amtlichen Zusatz Schwarzwaldbahn trägt die Gemeinde zur Unterscheidung von der Gemeinde Gutach im Breisgau, die bei Waldkirch im Landkreis Emmendingen liegt. Zusammen mit den Nachbarorten Kirnbach und Reichenbach ist Gutach die Heimat des Bollenhutes. Dieser Teil der hiesigen Tracht ist inzwischen weltweit als Symbol für den Schwarzwald bekannt.

## Geographie

### Lage
Gutach liegt auf einer Höhe von 259 m bis 850 m im Naturraum Mittlerer Schwarzwald. Die Gemarkung umfasst etwa 3200 Hektar.

### Nachbargemeinden
Die Gemeinde grenzt im Osten an die Stadt Wolfach, im Südosten an die Stadt Hornberg, beide im Ortenaukreis, im Südwesten an die Stadt Elzach im Landkreis Emmendingen, im Westen an Mühlenbach und im Nordwesten und Norden an die Stadt Hausach, beide wieder im Ortenaukreis.

### Gemeindegliederung
Zur Gemeinde Gutach (Schwarzwaldbahn) gehören das Dorf Gutach, die Siedlung Beim Mattenbauernhof, der Weiler Wannenbach, die Zinken Herrenbach, Linker Sulzbach, Ramsbach, Rechter Sulzbach, Riesenbach und Wonnenbach, die Häuser und Höfe Beim Löwen, Berntenhof, Bühlerstein, Ebersbach, Saumerhöfe und Wellerhof, die Höfe Blumbach, Bühl, Ob der Kirche und Singersbach und die Wohnplätze Alte Straße, Am Felsen, Bahnhof, Buck, Eckle, Engengraben, Herrengarten, Hohweg, Hohwegschule, Hohwiel, Insel, Leimen, Mausloch, Neudorf, Pfaffenbach, Rebberg, Säge, Steingrün, Turm, Vor-Blumbach, Vor-Ebersbach, Vordersingersbach Vordersulzbach und der Steinenbach.

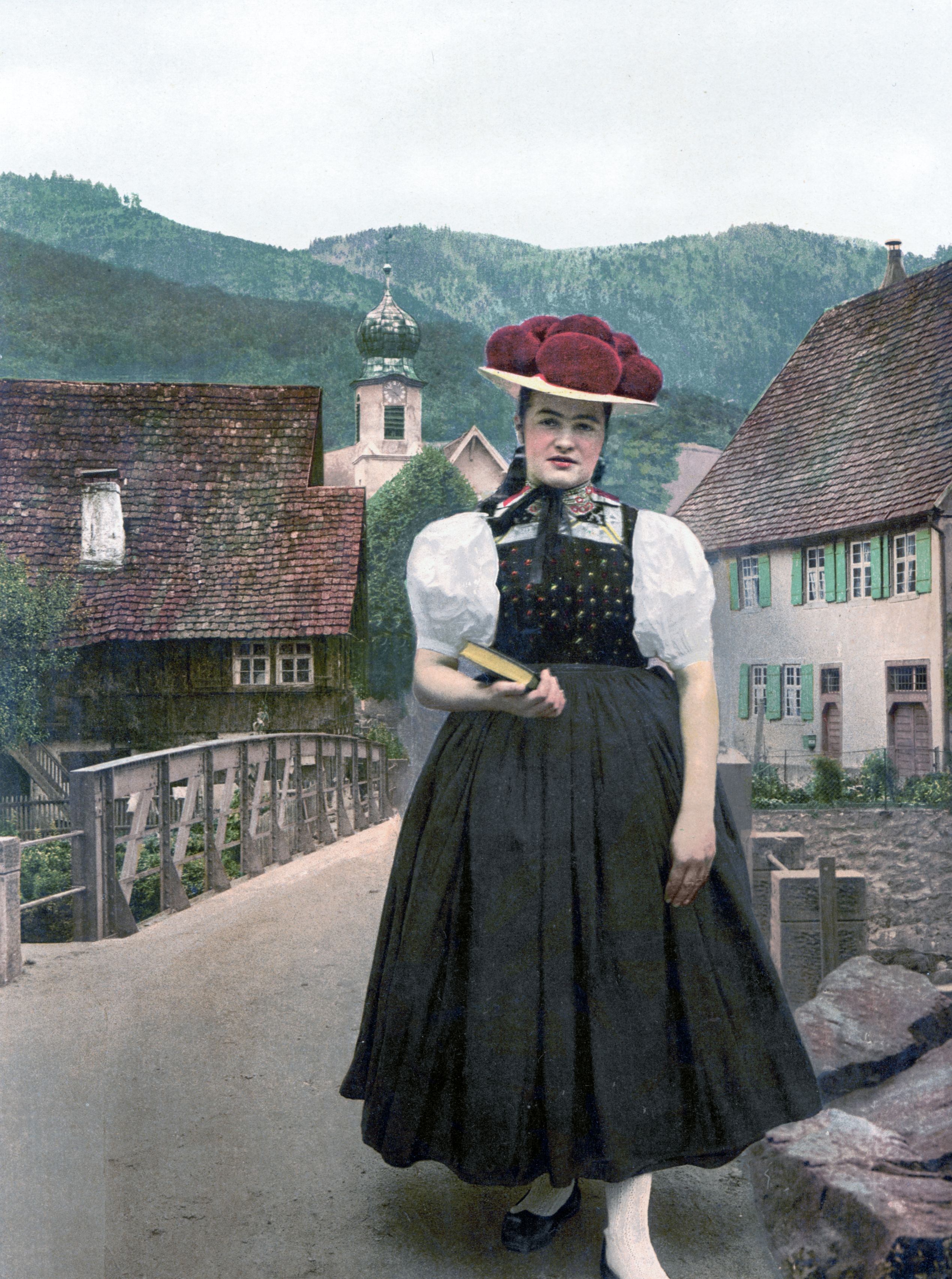
Gutacherin in Tracht, 1898

## Geschichte
Bis 1810 gehörte Gutach zu Württemberg.
Im Grenzvertrag zwischen Württemberg und Baden, der am 2. Oktober 1810 in Paris abgeschlossen wurde, kamen mehrere „Stäbe“ des Oberamtes Hornberg, so die Gemeinde Gutach, die Städte Hornberg und Schiltach und die Gemeinde Kirnbach an das Großherzogtum Baden.
Dort gehörte der Ort zunächst zum Bezirksamt Haslach und fiel dann 1864 an das Bezirksamt Wolfach, aus dem 1939 der Landkreis Wolfach wurde.
Als dieser 1973 aufgelöst wurde, kam Gutach an den neuen Ortenaukreis.

## Demographie

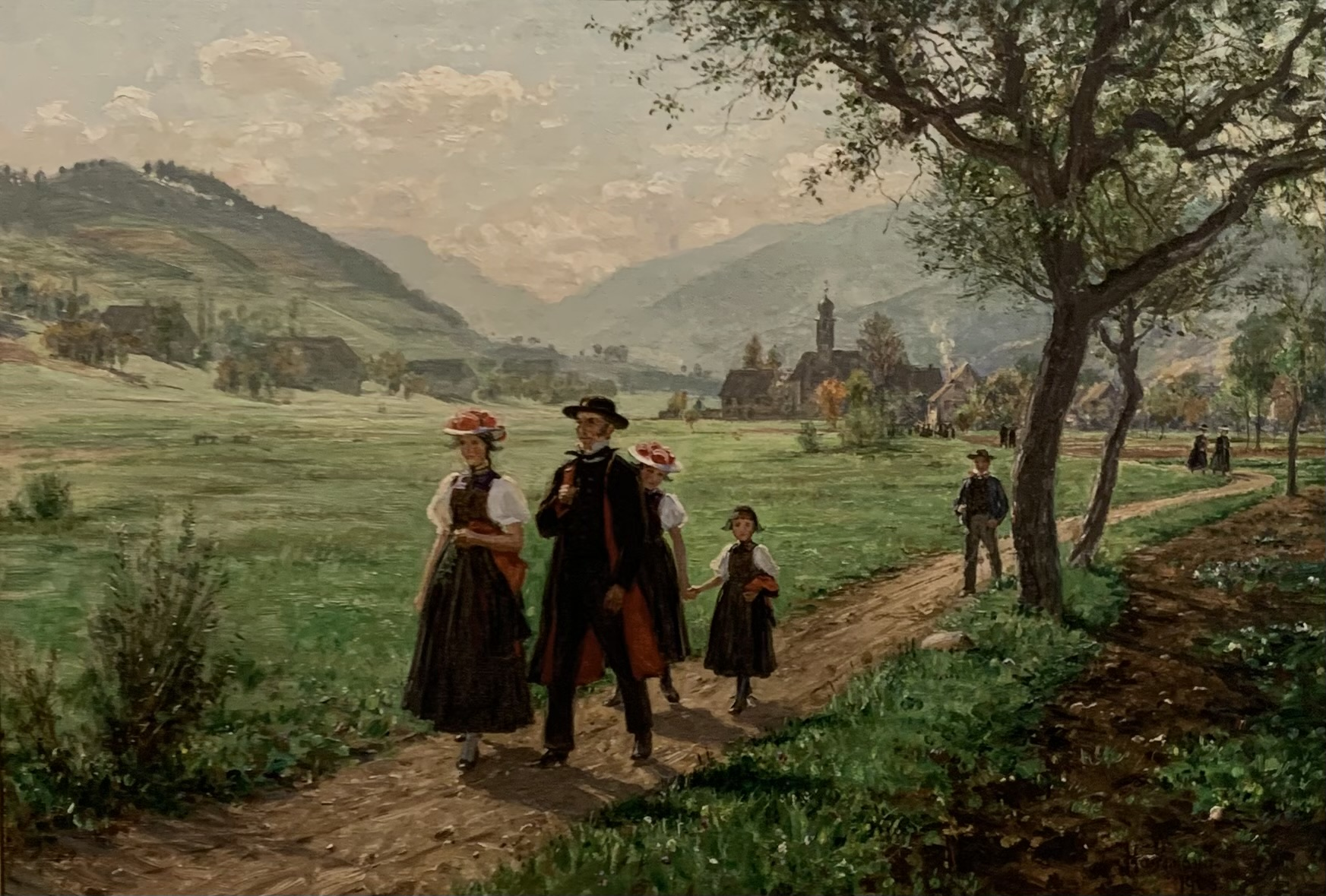
Sonntag in Gutach (1905) von Wilhelm Hasemann

Einwohnerzahlen nach dem jeweiligen Gebietsstand.
| Jahr | Einwohnerzahl |
| ---- | ------------- |
| 1885 | 2.133         |
| 1939 | 2.023         |
| 1961 | 2.391         |
| 1970 | 2.447         |
| 2011 | 2.222         |
| 2022 | 2.334         |

## Religionen
Seit 1275 ist in Gutach eine Kirche erwähnt, die von den Herren von Hornberg errichtet worden war.
Der Ort ist seit der Einführung der Reformation vorwiegend evangelisch geprägt. Die evangelische Kirche heißt Peterskirche. Seit 1960 hat auch die katholische Gemeinde in Gutach ein eigenes Gotteshaus, und zwar die Kirche St. Peter und Paul direkt neben der Gutach. Bis dahin war die Peterskirche eine Simultankirche, sie wurde von beiden Konfessionen genutzt. Gegen Ende der 2010er Jahre gibt es nun in beiden Konfessionen Überlegungen, im ökumenischen Geist wieder in einer einzigen, und zwar in der evangelischen Kirche Gottesdienst zu feiern.
2019 lebten in Gutach 640 katholische und 1177 evangelische Christen.

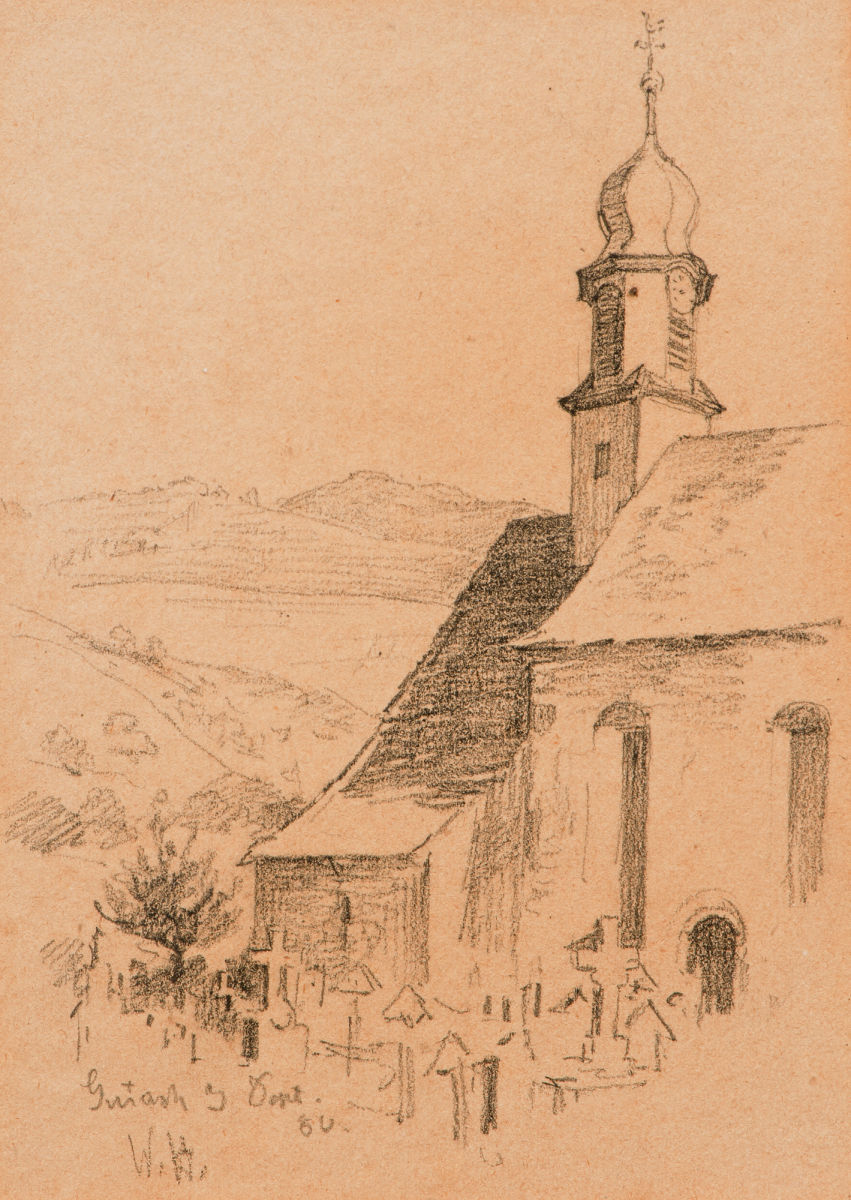
Peterskirche 1880
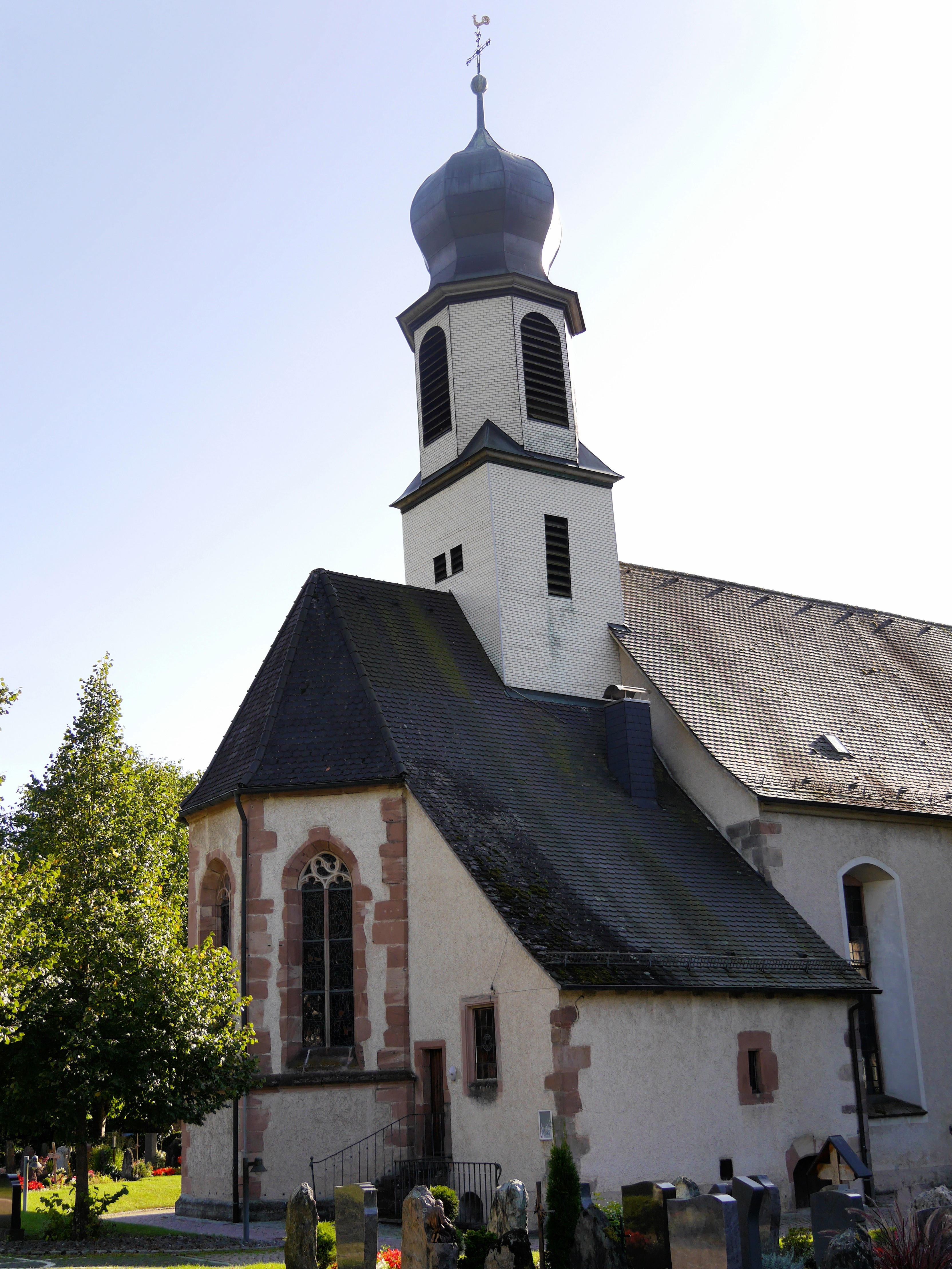
Peterskirche 2017
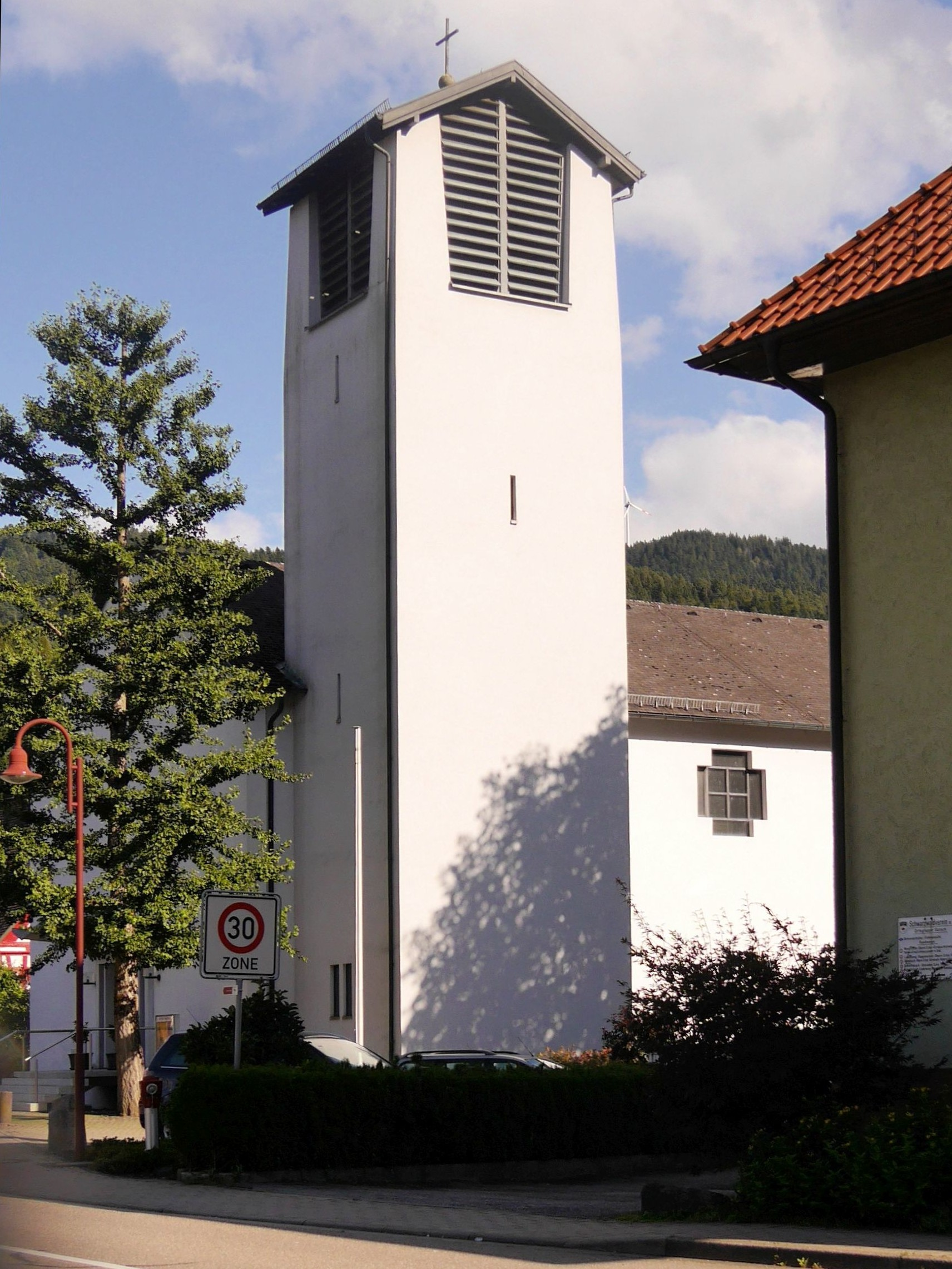
St. Peter und Paul 2017

Die linke Abbildung zeigt in einer Bleistiftzeichnung von Wilhelm Hasemann die evangelische Peterskirche, neben der Kirche der Grabstein der Familie Hasemann, in der Mitte davon ein Foto der Peterskirche von 2017, rechts ist die katholische Kirche St. Peter und Paul abgebildet (2017).

## Politik

### Gemeinderat
Der Gemeinderat in Gutach hat 12 Mitglieder. Der Gemeinderat besteht aus den gewählten ehrenamtlichen Gemeinderäten und dem Bürgermeister als Vorsitzendem. Der Bürgermeister ist im Gemeinderat stimmberechtigt. Die Kommunalwahl am 9. Juni 2024 führte zu folgendem Endergebnis.
| Parteien und Wählergemeinschaften | Parteien und Wählergemeinschaften           | % 2024 | Sitze 2024 | % 2019 | Sitze 2019 | Kommunalwahl 2024 %3020100 27,4 %17,8 %26,9 %27,9 % FWSPDFDPCDUGewinne und Verlusteim Vergleich zu 2019 %p 8 6 4 2 0 −2 −4 −6−1,0 %p−5,3 %p−1,2 %p+7,5 %pFWSPDFDPCDU |
| CDU                               | Christlich Demokratische Union Deutschlands | 27,9   | 4          | 20,4   | 3          | Kommunalwahl 2024 %3020100 27,4 %17,8 %26,9 %27,9 % FWSPDFDPCDUGewinne und Verlusteim Vergleich zu 2019 %p 8 6 4 2 0 −2 −4 −6−1,0 %p−5,3 %p−1,2 %p+7,5 %pFWSPDFDPCDU |
| FWV                               | Freie Wählervereinigung                     | 27,4   | 3          | 28,4   | 3          | Kommunalwahl 2024 %3020100 27,4 %17,8 %26,9 %27,9 % FWSPDFDPCDUGewinne und Verlusteim Vergleich zu 2019 %p 8 6 4 2 0 −2 −4 −6−1,0 %p−5,3 %p−1,2 %p+7,5 %pFWSPDFDPCDU |
| FDP                               | Freie Demokratische Partei                  | 26,9   | 3          | 28,1   | 3          | Kommunalwahl 2024 %3020100 27,4 %17,8 %26,9 %27,9 % FWSPDFDPCDUGewinne und Verlusteim Vergleich zu 2019 %p 8 6 4 2 0 −2 −4 −6−1,0 %p−5,3 %p−1,2 %p+7,5 %pFWSPDFDPCDU |
| SPD                               | Sozialdemokratische Partei Deutschlands     | 17,8   | 2          | 23,1   | 3          | Kommunalwahl 2024 %3020100 27,4 %17,8 %26,9 %27,9 % FWSPDFDPCDUGewinne und Verlusteim Vergleich zu 2019 %p 8 6 4 2 0 −2 −4 −6−1,0 %p−5,3 %p−1,2 %p+7,5 %pFWSPDFDPCDU |
| Gesamt                            | Gesamt                                      | 100    | 12         | 100    | 12         | Kommunalwahl 2024 %3020100 27,4 %17,8 %26,9 %27,9 % FWSPDFDPCDUGewinne und Verlusteim Vergleich zu 2019 %p 8 6 4 2 0 −2 −4 −6−1,0 %p−5,3 %p−1,2 %p+7,5 %pFWSPDFDPCDU |
| Wahlbeteiligung                   | Wahlbeteiligung                             | 71,3 % | 71,3 %     | 68,7 % | 68,7 %     | Kommunalwahl 2024 %3020100 27,4 %17,8 %26,9 %27,9 % FWSPDFDPCDUGewinne und Verlusteim Vergleich zu 2019 %p 8 6 4 2 0 −2 −4 −6−1,0 %p−5,3 %p−1,2 %p+7,5 %pFWSPDFDPCDU |

### Bürgermeister
Gutachs Bürgermeister ist seit 2003 Siegfried Eckert (CDU). Bei der Bürgermeisterwahl am 5. Mai 2019 wurde er mit 92,69 Prozent der gültigen Stimmen bei einer Wahlbeteiligung von 70,03 Prozent ein zweites Mal im Amt bestätigt.

### Wappen
Blasonierung: Unter goldenem Schildhaupt, worin eine schwarze Hirschstange, in Silber auf einem von Grün über Blau im Wellenschnitt geteilten Schildfuß eine grüne Linde.

### Gemeindepartnerschaften
Gutach unterhält mit folgenden Städten eine Städtepartnerschaft:
- Mühlberg/Elbe, Brandenburg, Deutschland, seit 1991
- Stosswihr, Elsass, Frankreich, seit 2003

## Wirtschaft und Infrastruktur

### Verkehr

#### Bahnverkehr

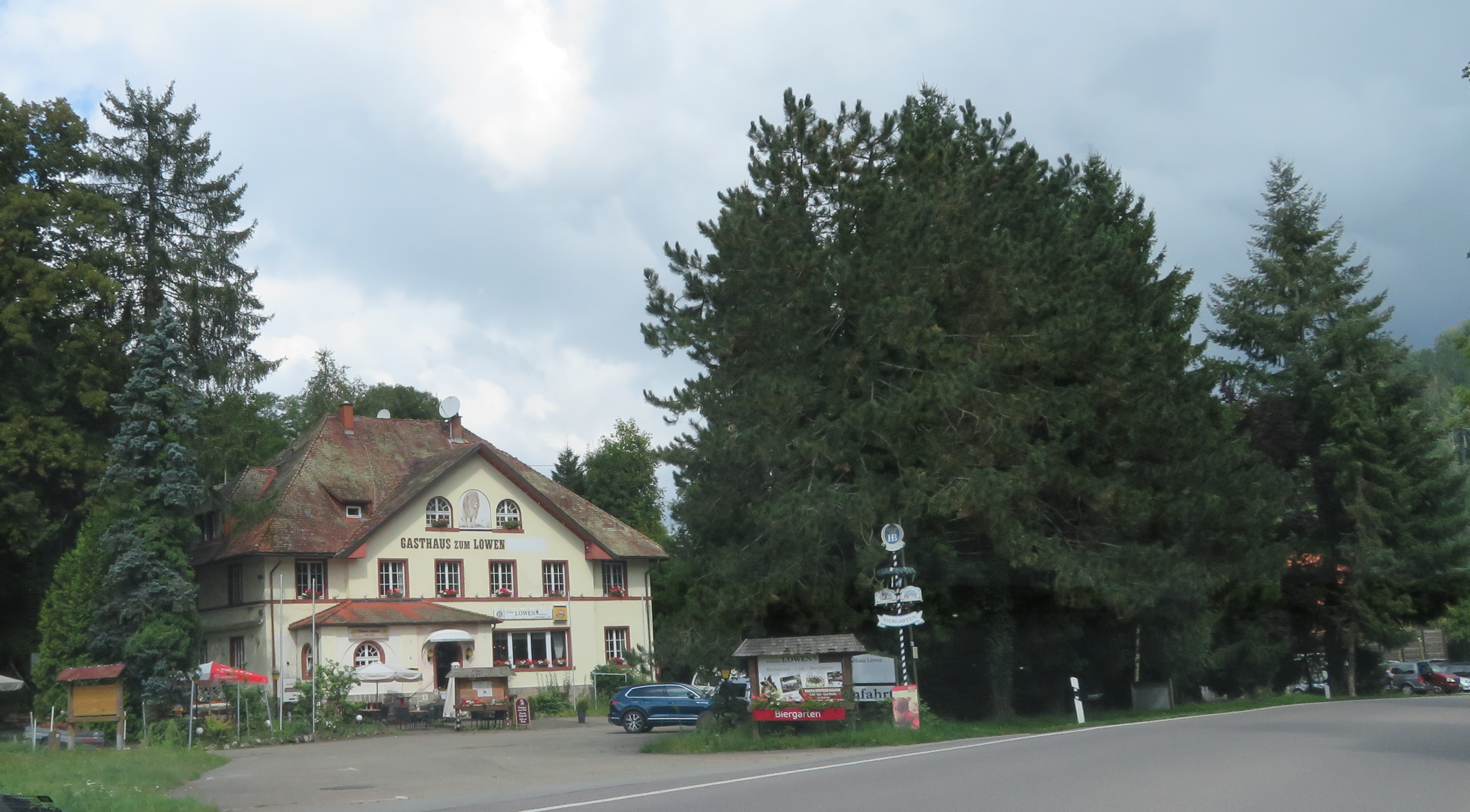
Gasthaus zum Löwen

Gutach liegt an der Schwarzwaldbahn von Offenburg nach Singen (Hohentwiel). Der ehemalige ortsnahe Haltepunkt Gutach wurde aufgelassen, zur Erschließung des Schwarzwälder Freilichtmuseums Vogtsbauernhof ging aber 2014 der Haltepunkt Gutach Freilichtmuseum in Betrieb. Während der Öffnungszeiten des Museums halten dort die Züge der Linie RS 11 der Regio S-Bahn Ortenau von Hausach nach Hornberg täglich im Stundentakt, außerhalb der Museumssaison wird er nur montags bis freitags von einem Zugpaar bedient.

#### Fernstraße
Die Bundesstraße 33 führt durch den Ort.

#### Radverkehr
Durch Alltagsrouten aus dem Radnetz Baden-Württemberg ist Gutach 
- über Hausach mit Haslach im Kinzigtal,
- bei Hausach abzweigend mit Wolfach und
- mit Hornberg verbunden. Die geplante Weiterführung von Hornberg nach Triberg („Zielnetz“) besteht noch nicht.

### Bildung
Neben der Hasemannschule, einer Grundschule, gibt es in Gutach einen Kindergarten.

### Medien
Die Gemeinde war Drehort für mehrere Fernsehserien und Kinofilme:
- Verstehen Sie Spaß ?[8]
- Schneeblind[9]

## Kultur und Sehenswürdigkeiten
Gutach liegt am Großen Hansjakobweg, einem Wanderweg, der an vielen Sehenswürdigkeiten vorbeiführt.

### Museen

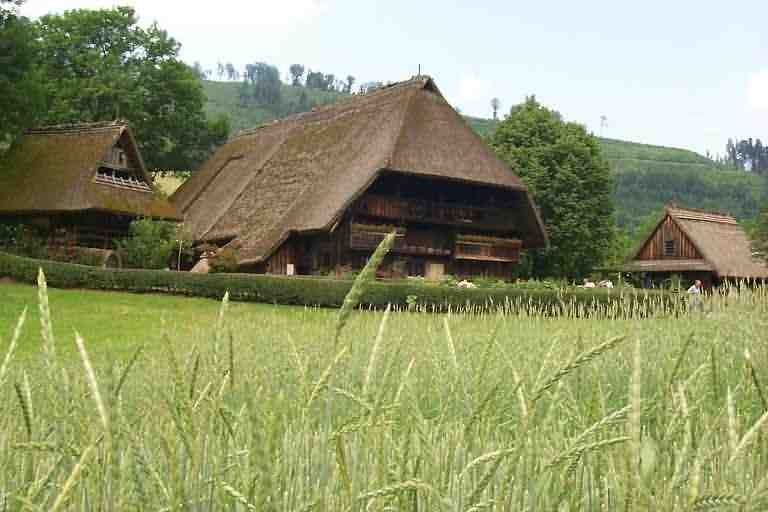
Freilichtmuseum Vogtsbauernhof

Auf dem Gebiet der Gemeinde Gutach (etwa 3 km nördlich) steht das Freilichtmuseum Vogtsbauernhof mit mehreren alten Bauernhöfen aus dem Schwarzwald und zahlreichen historischen Nebengebäuden.
Zudem gibt es mitten im Dorf das Museum Hasemann-Liebich, das den beiden namhaften Gutacher Künstlern gewidmet ist.

### Freizeit
Eine weitere Attraktion für die Gäste ist seit August 2004 der Park mit allen Sinnen mit einem 2,1 km langen Barfußpfad. Im Juli 2006 eröffnete die neue Sommerrodelbahn Gutach-Bob. Ebenso hat Gutach einen Adventure-Golfpark mit Fußballbillard zu bieten.

### Kriegerdenkmal
Der im Ort ansässige Bildhauer Curt Liebich schuf das Kriegerdenkmal für die Gefallenen des Ersten Weltkrieges, bei der das Thema durch eine trauernde Mutter in der lokalen Tracht dargestellt ist.

## Persönlichkeiten

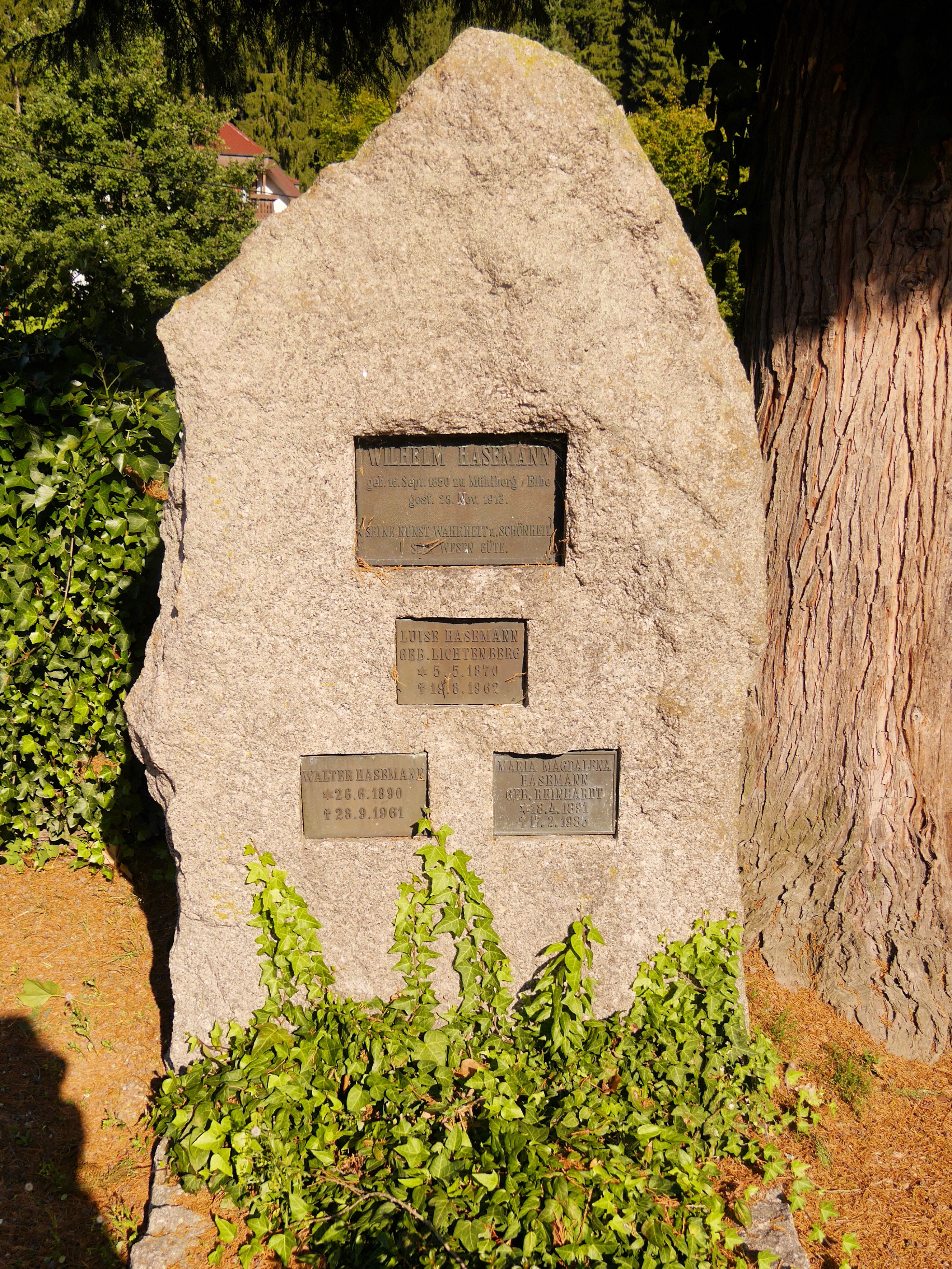
Grabmal Hasemann

### Söhne und Töchter der Gemeinde
- Karl Buzengeiger (1872–1948), Jurist, Präsident des Oberlandesgerichts Karlsruhe
- Walter Hasemann (1890–1961), Geologe und Badischer Landesgeologe; Sohn des Wilhelm Hasemann
- Richard Nutzinger (1896–1963), Heimatschriftsteller, alemannischer Dialektdichter und evangelischer Pfarrer

### Weitere Persönlichkeiten, die in der Gemeinde gewirkt haben
- Wilhelm Hasemann (1850–1913), Maler; wirkte und starb in Gutach
- Gustav Adolf Müller (1866–1928), Schriftsteller, Journalist und Archäologe; verbrachte seine letzten Lebensjahre in Gutach
- Curt Liebich (1868–1937), Bildhauer, Professor; Ehrenbürger von Gutach[14]
- Max Ludwig (1873–1940), Schriftsteller, Maler und Grafiker; lebte zeitweise in Gutach
- Matthias Brüstle (* 1985), Telemark-Skifahrer